# La Vall de Núria
La Vall de Núria är en hängdal i Spanien.   Den ligger i provinsen Província de Girona och regionen Katalonien, i den nordöstra delen av landet, 500 km öster om huvudstaden Madrid. La Vall de Núria ligger 2 000 meter över havet. Den ligger vid sjön Llac de Núria.
Terrängen runt La Vall de Núria är bergig åt sydväst, men åt nordost är den kuperad. Runt La Vall de Núria är det mycket glesbefolkat, med 6 invånare per kvadratkilometer. Närmaste större samhälle är Puigcerdà, 18,8 km väster om La Vall de Núria. Trakten runt La Vall de Núria består i huvudsak av gräsmarker.